# Francisco Verdera Ribas
Francisco "Paco" Verdera Ribas (Ibiza, 8 de abril de 1933 - Madrid, 19 de marzo de 1993) es un periodista español.

## Biografía[1]
Cursó estudios de medicina y periodismo en Madrid España, donde permaneció la mayor parte de su juventud.
Tras licenciarse en periodismo, pasó a formar parte del diario “Informaciones” y posteriormente del “Arriba”, ambos de Madrid, colaborando además con diversas revistas. En el periódico “Arriba” ocupó el cargo de Redactor Jefe.
En 1963 regresa a Ibiza, para hacerse cargo de la dirección del Diario de Ibiza (que era propiedad de la familia), sustituyendo en la dirección a José Zornoza.
Bajo su dirección, el "Diario de Ibiza" experimentaría un proceso de modernización y profesionalización.
Se casó con María Lourdes Marí Tur, de la familia ibicenca Marí-Mayans y tuvo dos hijos, Francisco Javier y Lourdes.
Francisco Verdera, “Paco Verdera” para los que le conocían, se marcó dos objetivos irrenunciables nada más hacerse cargo del periódico hoy centenario: poner la publicación al servicio de los intereses generales de las islas de Ibiza y Formentera, y el propio crecimiento del periódico.
La imparcialidad en su desempeño como periodista quedó reflejada en numerosas ocasiones a través de sus artículos, aun a costa a veces de mantener largos contenciosos con las instituciones en tiempos en absoluto fáciles, como eran los de la dictadura franquista. Su amor por la isla, la defensa de lo que él entendía lo mejor para todos, marcarían diariamente su trabajo.
En 1988 abandonó la dirección de “Diario de Ibiza” a causa de la insuficiencia física provocada por una hemorragia cerebral sufrida en 1986. A pesar de abandonar el puesto, durante dos años más siguió ligado al devenir diario del periódico.
Alternando con su trabajo profesional, Francisco Verdera fue concejal del Ayuntamiento de Ibiza y posteriormente presidente del Fomento de Turismo de Ibiza y Formentera (durante el periodo comprendido entre marzo de 1977 a junio de 1980, puesto al que se dedicó en cuerpo y alma, dando a la entidad un nuevo estilo. Entre otras cosas, fue precursor de las campañas de promoción de Ibiza y Formentera en España y Europa. También fue uno de los fundadores y promotores de la Moda Adlib, moda de Ibiza, como herramienta de promoción económica y cultural de Ibiza, por su estilo característico y personal.

## Reconocimientos
Su trabajo altruista en favor del sector turístico - “el bien de todos los ibicencos” – más racional “y de sentido común” le valieron numerosas distinciones, destacando entre ellas la medalla de Plata al Mérito Turístico, otorgada por el Ministerio de Transportes, Información y Turismo; la medalla Johan Strauss, concedida por la Oficina de Turismo de Austria; la medalla de Oro y de Honor del Fomento de Turismo de Ibiza y Formentera, etc.